# Glaire
Glaire ist eine französische Gemeinde mit 824 Einwohnern (Stand: 1. Januar 2022) im Département Ardennes in der Region Grand Est. Die Gemeinde gehört zum Arrondissement Sedan und zum Kanton Sedan-2. Die Einwohner werden Glairois genannt.

## Geografie
Glaire liegt als banlieue unmittelbar westlich von Sedan nahe der Grenze zu Belgien an der Maas. Umgeben wird Glaire von den Nachbargemeinden Saint-Menges im Norden und Nordosten, Floing im Nordosten und Osten, Sedan im Osten und Süden sowie Donchery im Westen und Nordwesten.

## Bevölkerungsentwicklung
| 1962                       | 1968 | 1975 | 1982 | 1990 | 1999 | 2006 | 2012 | 2019 |
| -------------------------- | ---- | ---- | ---- | ---- | ---- | ---- | ---- | ---- |
| 558                        | 580  | 656  | 943  | 993  | 935  | 896  | 916  | 845  |
| Quellen: Cassini und INSEE |      |      |      |      |      |      |      |      |

## Sehenswürdigkeiten
- Kirche Saint-Martin in Glaire aus dem 18. Jahrhundert
- Kirche Saint-Martin in Iges
- Kirche Saint-Martin in Villette
- Konventskapelle
- Schloss Villette
- Schloss Bellevue in Glaire

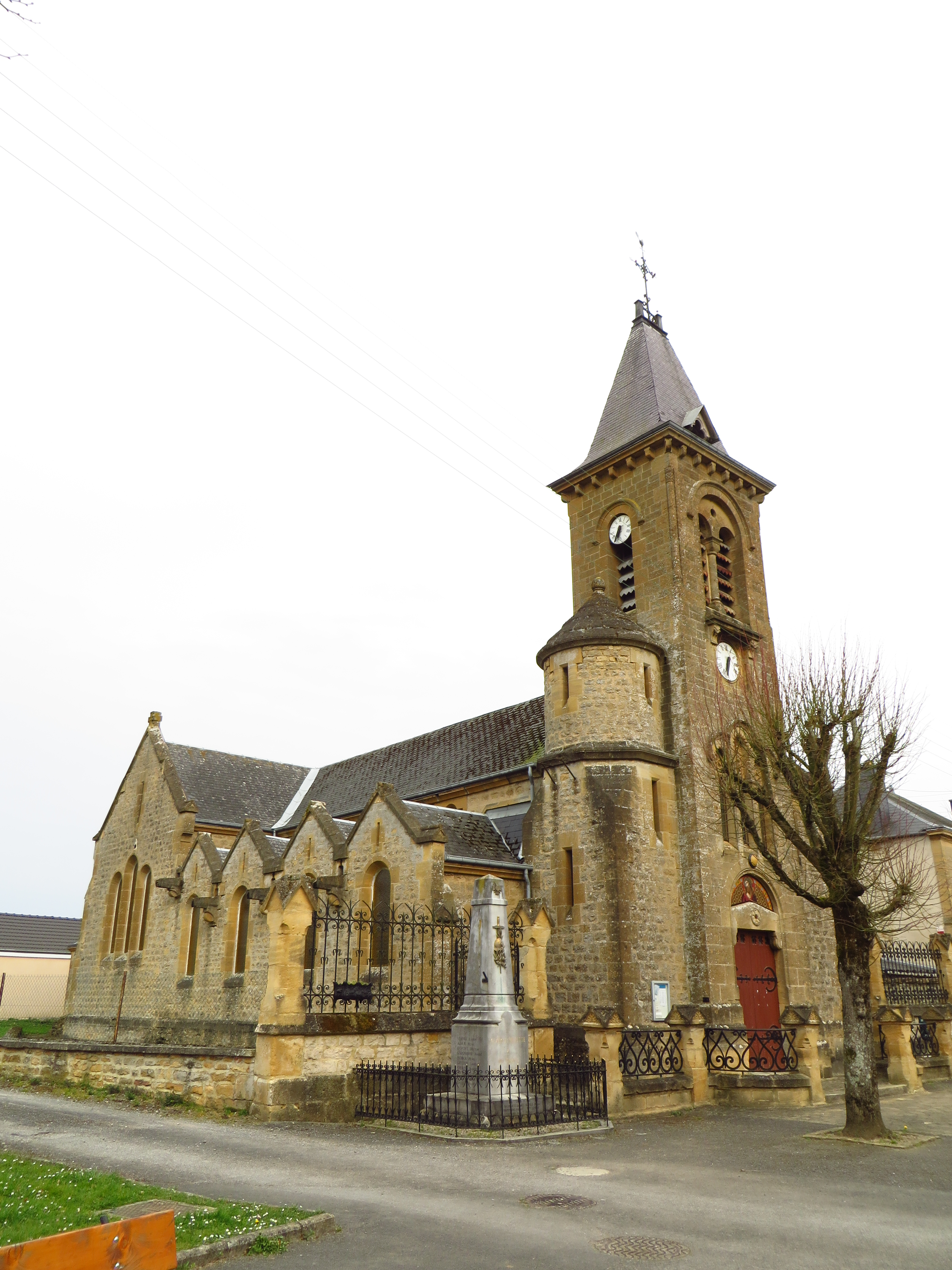
Kirche Saint-Martin in Glaire
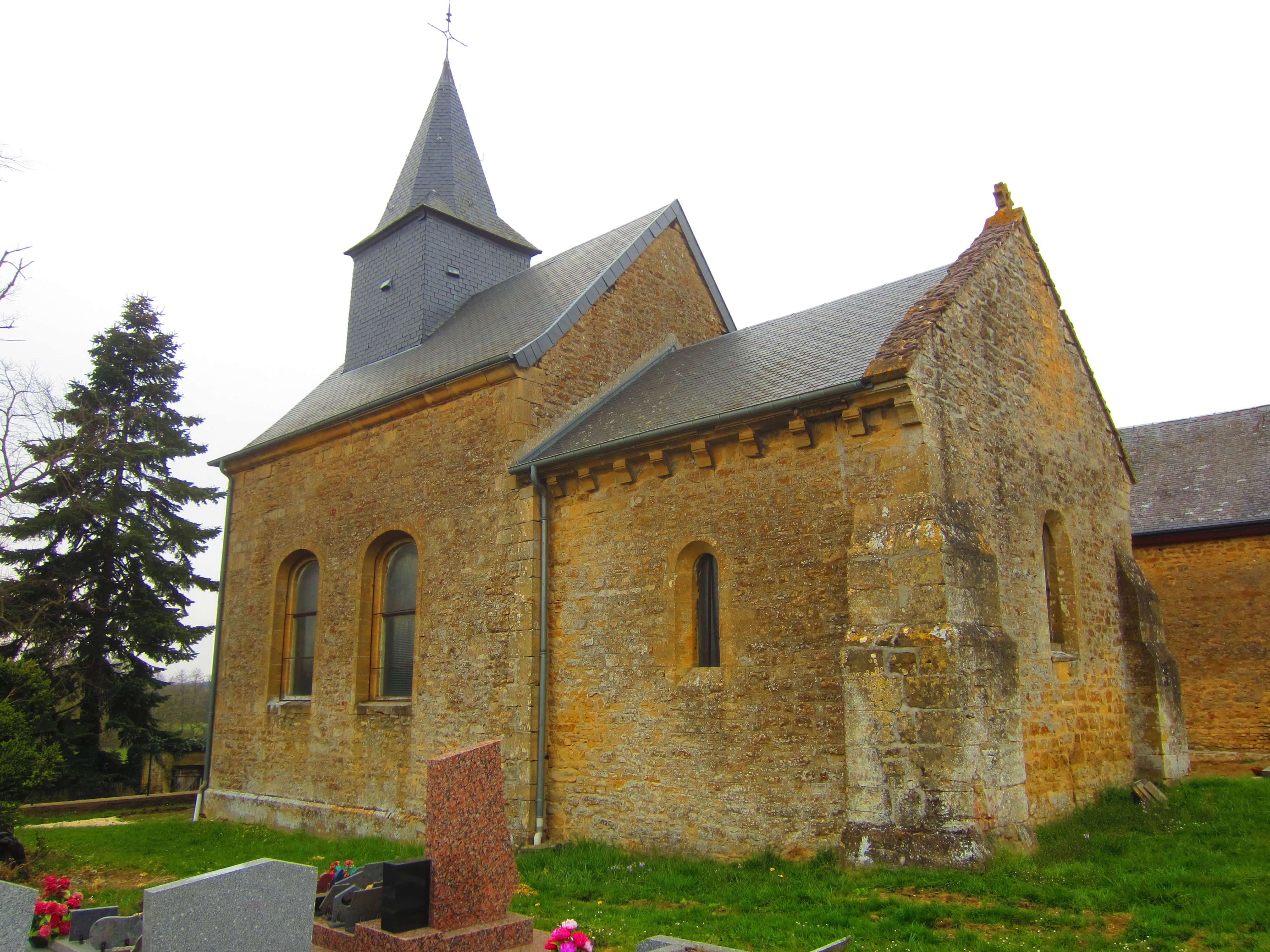
Kirche Saint-Martin in Villette
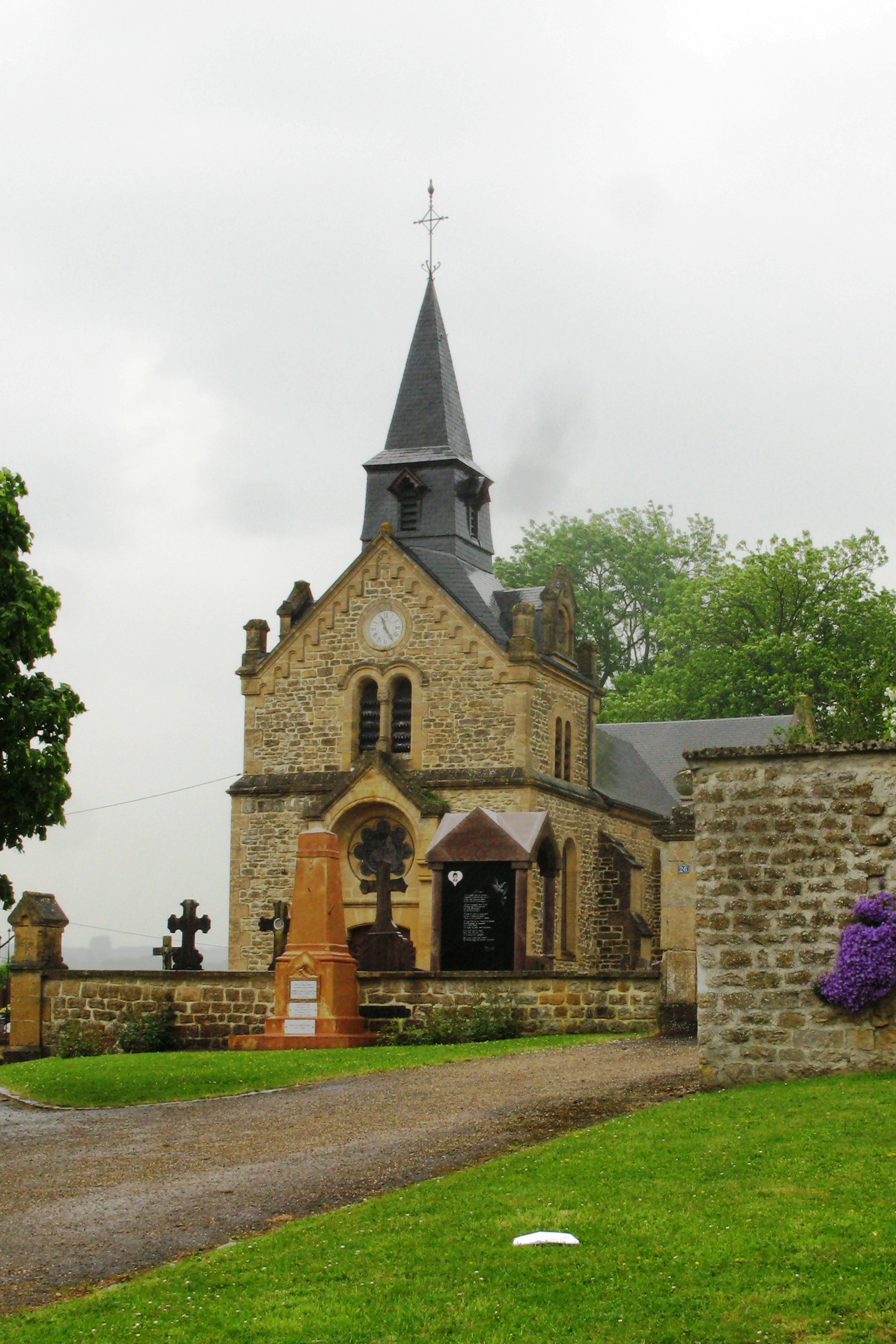
Kirche Saint-Martin in Iges
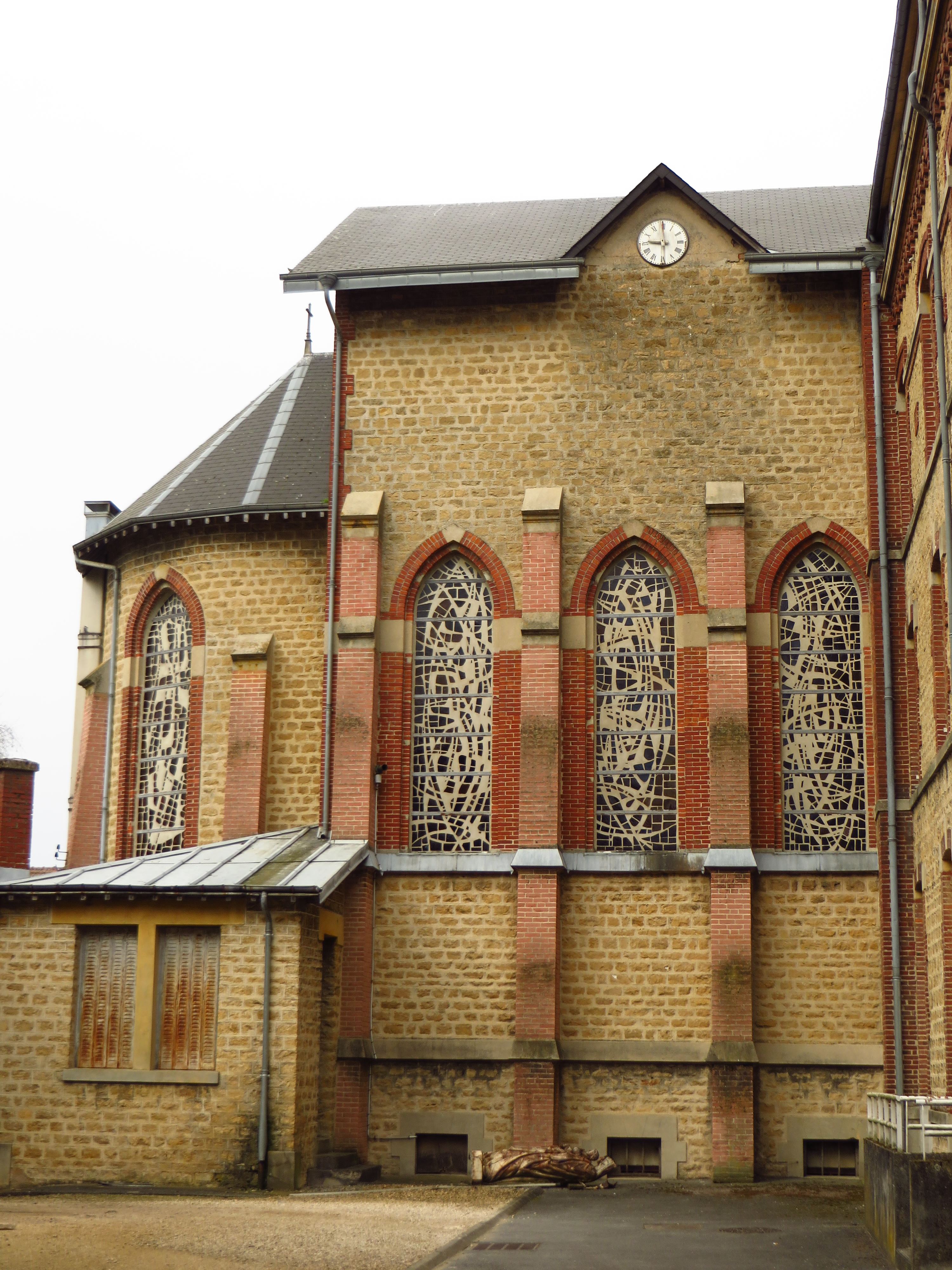
Konventskapelle
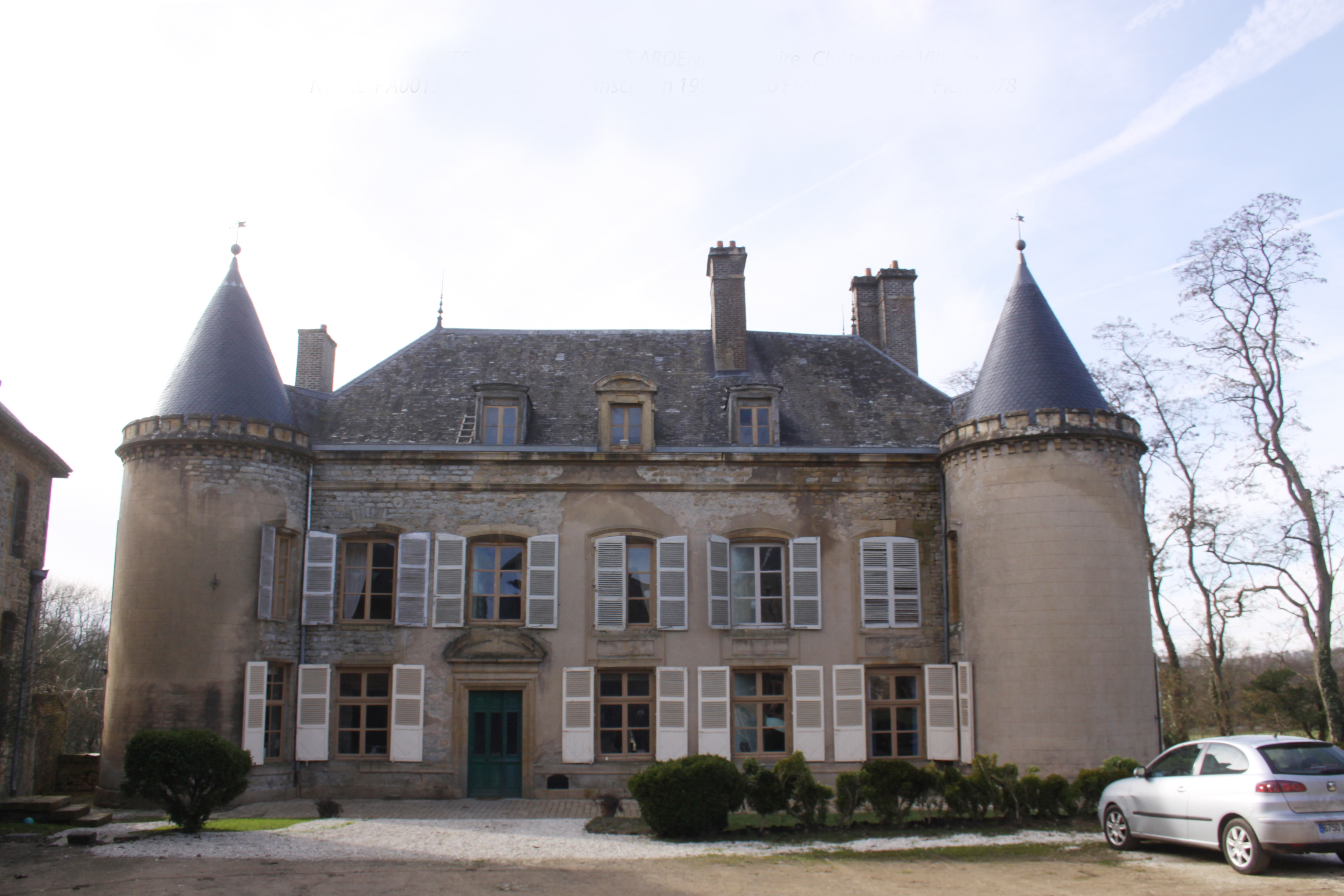
Schloss Villette